# Lea-Francis

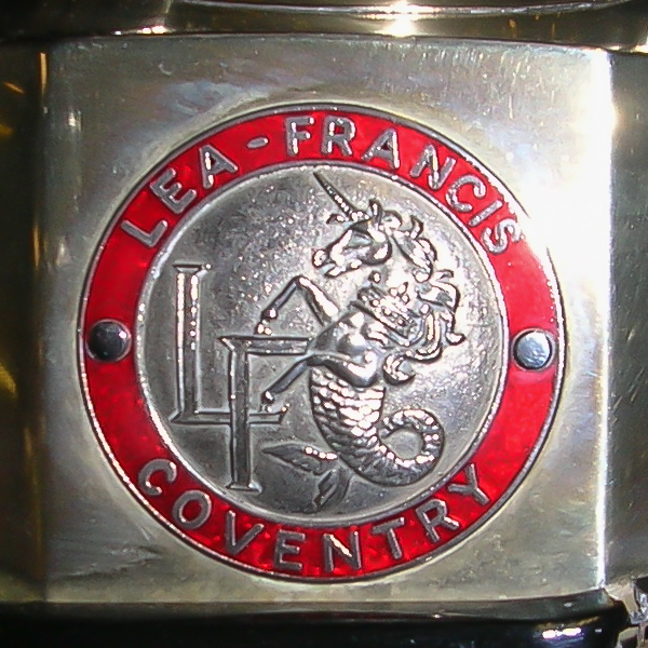
Logo Lea-Francis.

Lea-Francis est une manufacture anglaise de voitures et de moteurs fondée par Richard Lea et Graham Francis en 1895 à Coventry.

## Histoire
Fabriquant d'abord de vélos de grande qualité et après une tentative en 1903, les premières voitures sont commercialisées en 1919 et carrossées par Cross & Ellis. Lea-Francis acquiert sa notoriété grâce à ses victoires au RAC Tourist Trophy en 1928 puis aux 24 Heures du Mans 1929 et 1930 dans sa catégorie.
Lea-Francis construit ses moteurs à partir de 1937 après le rachat de la marque par George Leek et Hugh Rose, des anciens de Riley. Les moteurs dessinés par Rose reprennent l'architecture générale des blocs qu'il dessinait chez Riley, notamment le moteur 12/4 utilisé sur les Riley jusqu'en 1955,,.
Après la guerre, ces nouveaux moteurs performants vont intéresser les constructeurs de voitures de compétition. Connaught Engineering va les utiliser, ainsi que les châssis de Lea-Francis 14hp Sports, pour les modèles L2 et L3. Ces voitures de sport auront de nombreux succès en compétition dès leurs débuts, notamment à Prescott, Blandford, Goodwood et Silverstone.
Des moteurs Lea-Francis 2 litres équipent les monoplaces de Formule 1 de Connaught Engineering pendant trois ans. En dix courses, Connaught obtient la quatrième place du Grand Prix de Silverstone grâce à Dennis Poore. En 1955, Connaught cesse sa collaboration avec Lea-Francis, qui quitte définitivement la Formule 1.
Lea-Francis vend également des moteurs à Turner (en) pour ses premières voitures de sport et de Formule 2, entre 1950 et 1954, ainsi qu'en Australie et aux Etats-Unis, pour équiper des Midget car (en) participant aux courses de speedway,,.
Les voitures produites par Lea-Francis ont bonne réputation, notamment grâce à un contrôle qualité rigoureux mis en place par Norman Dewis (en).
En 1946, la nouvelle berline Lea-Francis 14hp est très bien accueillie, ainsi que son dérivé Estate (Break) qui profite d'un abattement de taxes réservé aux véhicules commerciaux. 3 200 exemplaires sont vendus entre 1946 et 1953 mais les derniers modèles commercialisés, la berline 18hp et la 2½ Sports, n'ont pas le succès escompté, principalement à cause la concurrence de Jaguar, qui propose des modèles équivalents, la Mark VII et la XK120, plus performants et moins chers. Une dernière tentative en 1960 avec le roadster Lynx ne réussit pas à sauver la marque ; seuls trois exemplaires sont construits.
Au total, Lea-Francis a fabriqué près de 10 000 voitures entre 1919 et 1960.

## Modèles Lea-Francis et chiffres de production
| Années    | Modèle                 | Moteur                                     | Production     |
| --------- | ---------------------- | ------------------------------------------ | -------------- |
| 1903      | 15                     | Lea-Francis 3 680 cm3 - 3 cyl. horizontaux | 3              |
| 1919-1924 | 11.9hp                 | Lea-Francis 1 944 cm3 - L4                 | 28             |
| 1922-1923 | C-Type                 | Coventry Simplex 1 074 cm3 - L4            | environ 90     |
| 1923-1927 | D-Type à G-Type        | Meadows 4EB 1 247 cm3 - L4                 | environ 830    |
| 1925      | H-Type                 | Meadows 4ED 1 496 cm3 - L4                 | 25             |
| 1925-1928 | I-Type & J-Type        | Meadows 4EC 1 496 cm3 - L4                 | 298 & 1271     |
| 1925-1928 | K-Type                 | Meadows 4EB 1 247 cm3 - L4                 | 333            |
| 1926-1928 | 1LFS                   | Vulcan 1 696 cm3 - L4                      | 386            |
| 1926-1933 | L/M/O et P-Type        | Meadows 4ED 1 496 cm3 - L4                 | environ 1500   |
| 1926-1927 | N-Type                 | Anzani 1 500 cm3 - L4                      | 54             |
| 1928-1929 | 2LFS                   | Vulcan 1 991 cm3 - L6                      | 44             |
| 1928      | R-Type                 | Meadows 4ED 1 496 cm3 à compresseur - L4   | 3              |
| 1927-1932 | S-Type                 | Meadows 4ED 1 496 cm3 à compresseur - L4   | 188            |
| 1927-1929 | T-Type                 | Vulcan 14/40 1 600 cm3 - L6                | 84             |
| 1927-1930 | U-Type                 | Meadows 4EC 1 496 cm3 - L4                 | environ 300    |
| 1929-1932 | V-Type & W-Type        | Meadows 4ED 1 496 cm3 - L4                 | 105 & 189      |
| 1929      | Ace of Spades          | Lea-Francis 1 991 cm3 - L6                 | 76             |
| 1938-1939 | 11.9hp et 12.9hp       | Lea-Francis 1 496 cm3 et 1 629 cm3 - L4    | 68             |
| 1946-1947 | 11.9hp Cowell & Watson | Lea-Francis 1 496 cm3                      | 2              |
| 1946-1953 | 14hp Four-Light        | Lea-Francis 1 767 cm3 - L4                 | environ 2200   |
| 1948-1951 | 14/70 Six-Light        | Lea-Francis 1 767 cm3 - L4                 | 162            |
| 1946-1953 | 14hp Estate            | Lea-Francis 1 767 cm3 - L4                 | environ 1000   |
| 1947-1949 | 14hp Sports            | Lea-Francis 1 767 cm3 - L4                 | 109            |
| 1948-1950 | 14hp Westland          | Lea-Francis 1 767 cm3 - L4                 | 29 & 2 tourers |
| 1949-1953 | 2½ Sports              | Lea-Francis 2 496 cm3 - L4                 | 85             |
| 1950      | 2½ Sports Westland     | Lea-Francis 2 496 cm3 - L4                 | 2              |
| 1949-1954 | 18hp Saloon            | Lea-Francis 2 496 cm3 - L4                 | 80             |
| 1960      | Lynx roadster          | Ford 2 553 cm3 - L6                        | 3              |

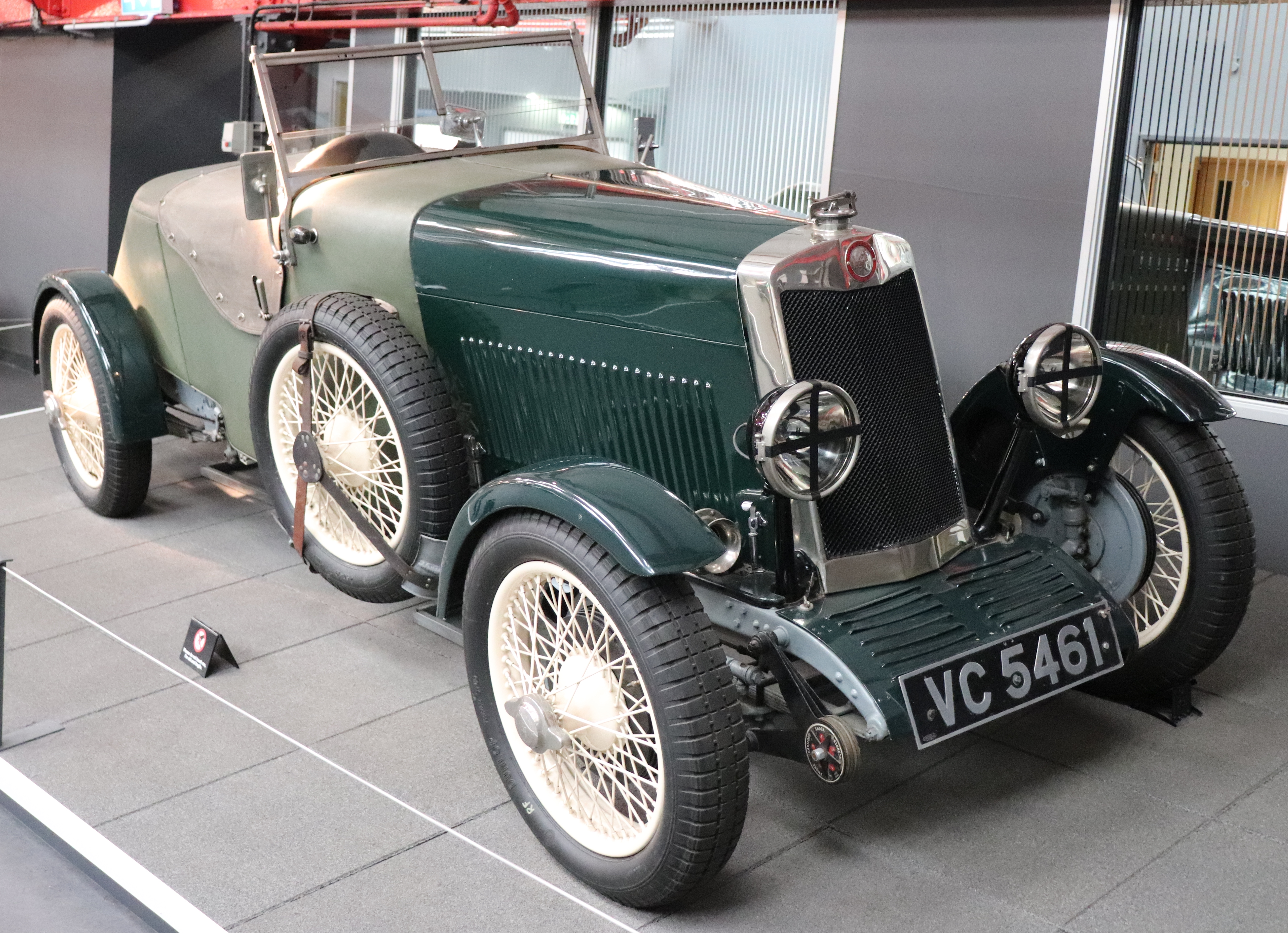
Lea-Francis S-Type Hyper Tourist Trophy 1928 (moteur Meadows compressé).
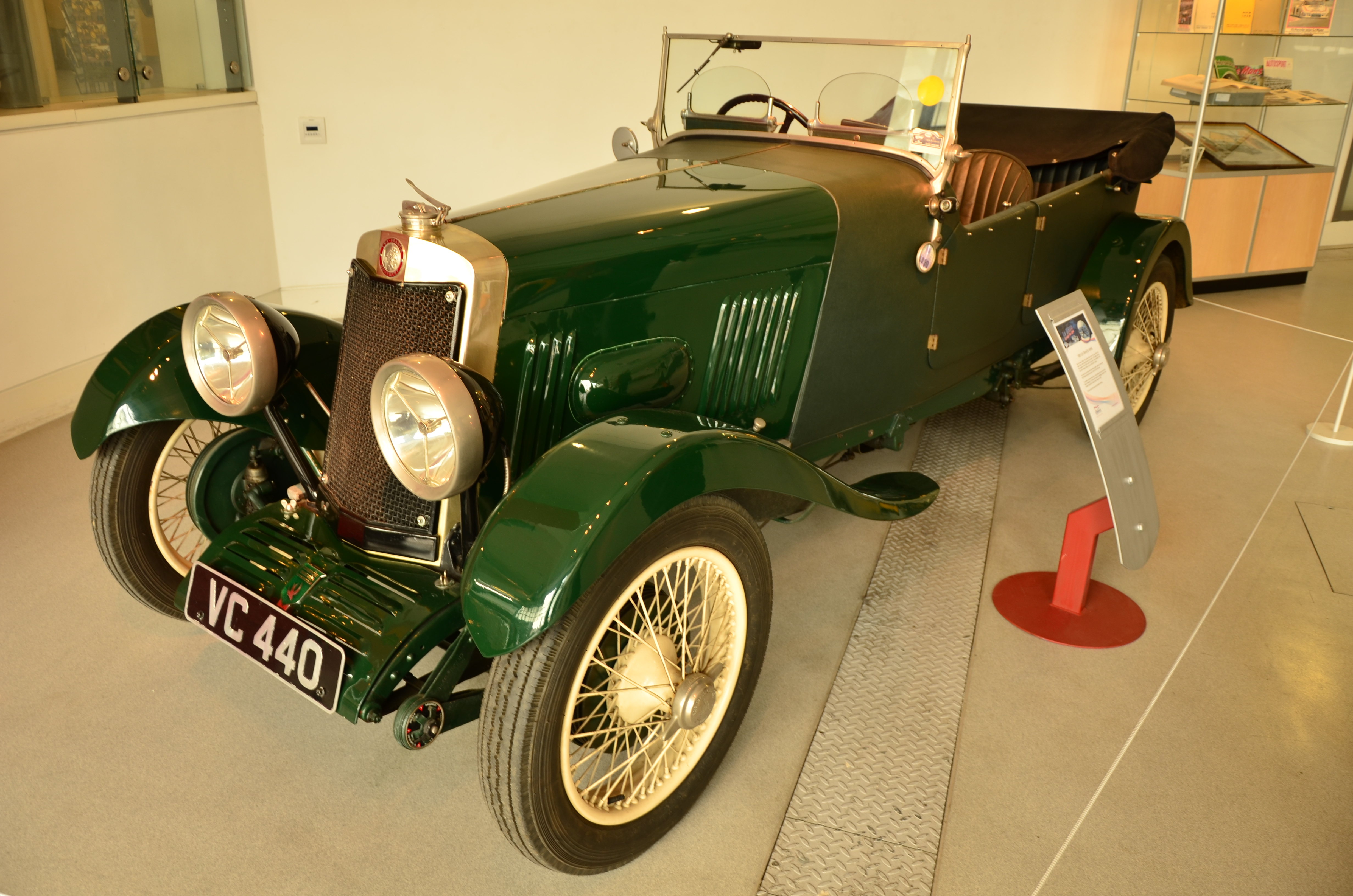
Lea-Francis S-Type Hyper Le Mans 1929 (moteur Meadows compressé).
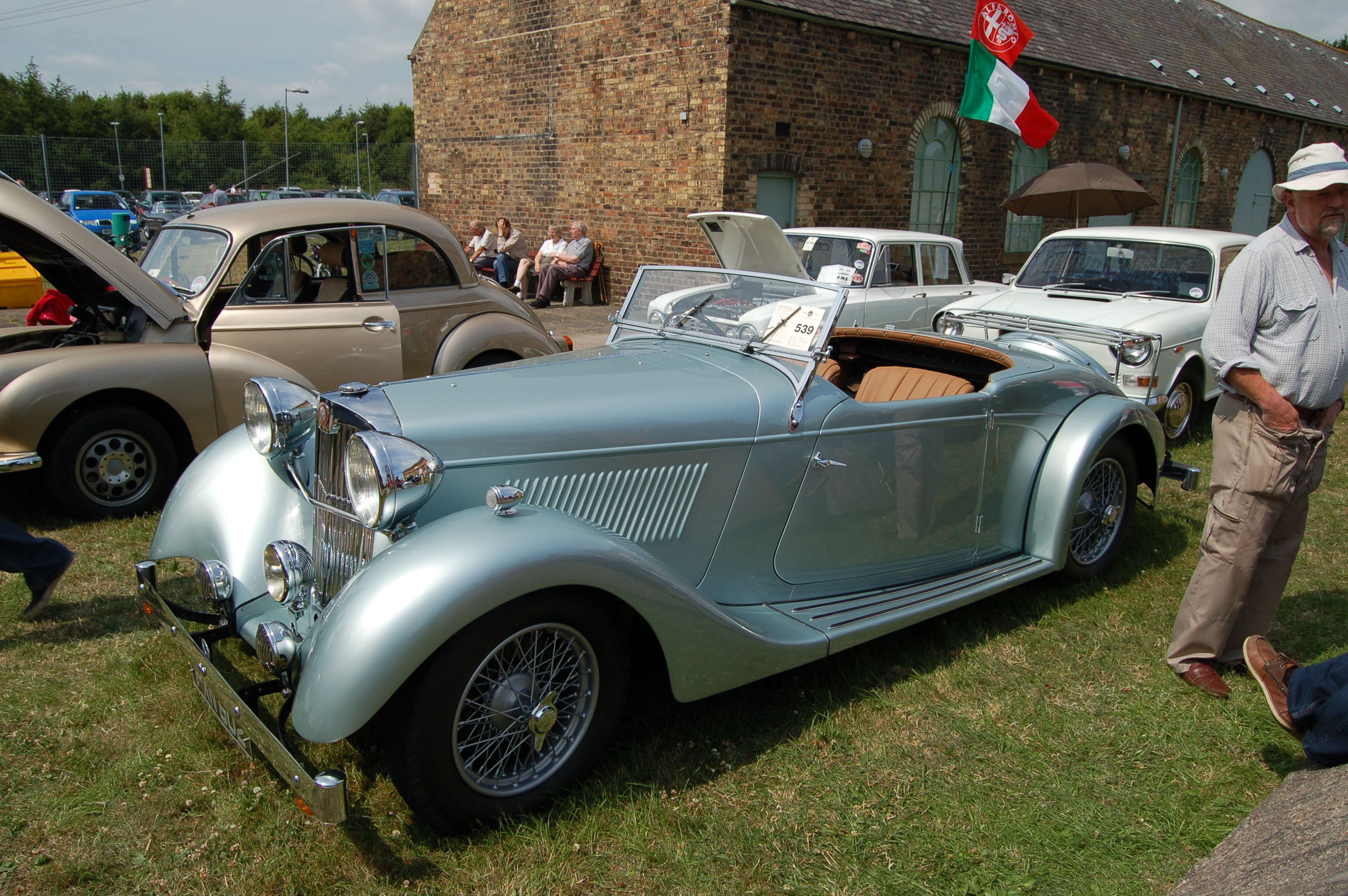
Lea-Francis 12.9hp Corsica 1939 (moteur 1,6 litre).
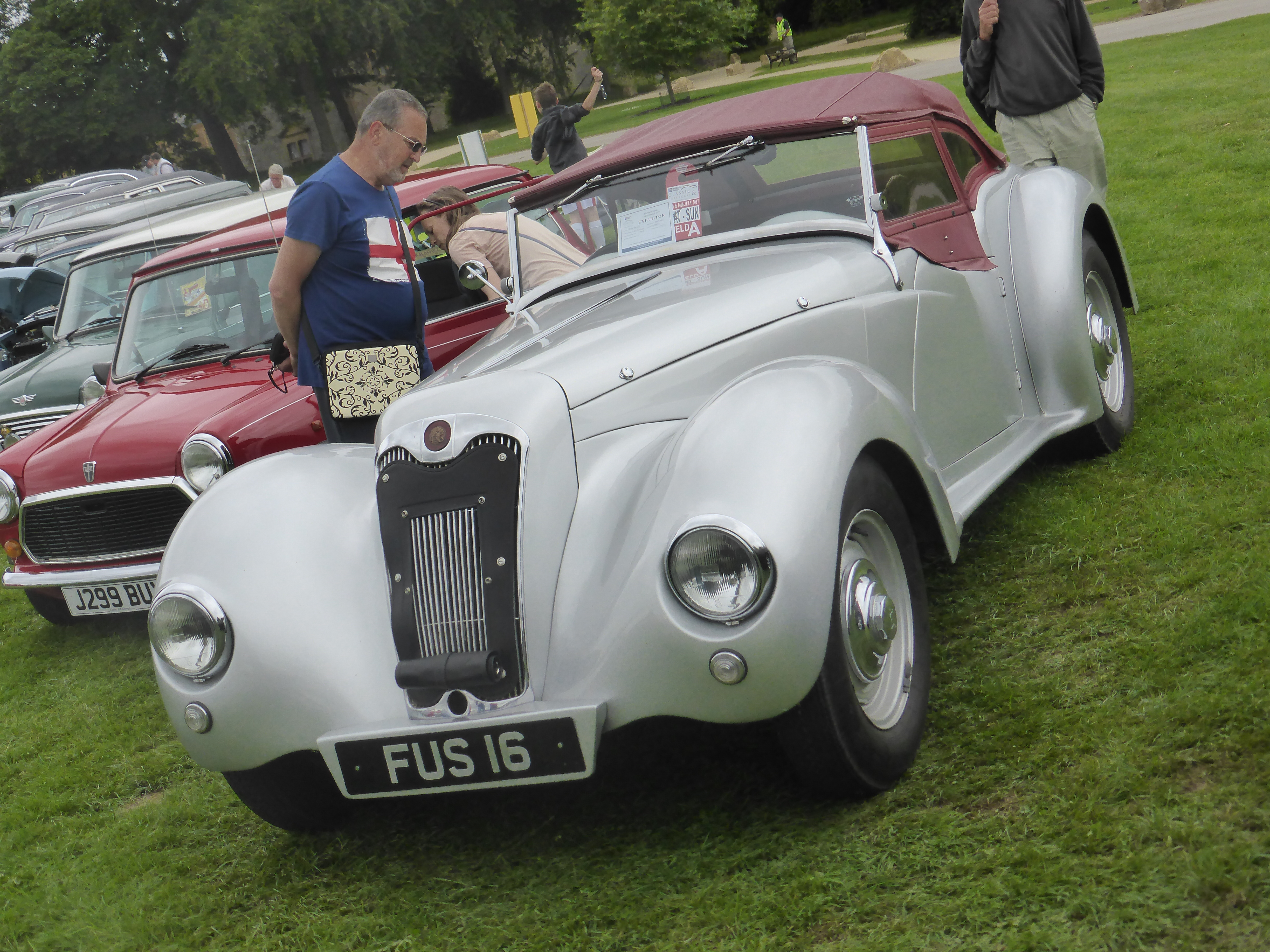
Lea-Francis 14hp Sports 1948 (moteur 1,8 litre).
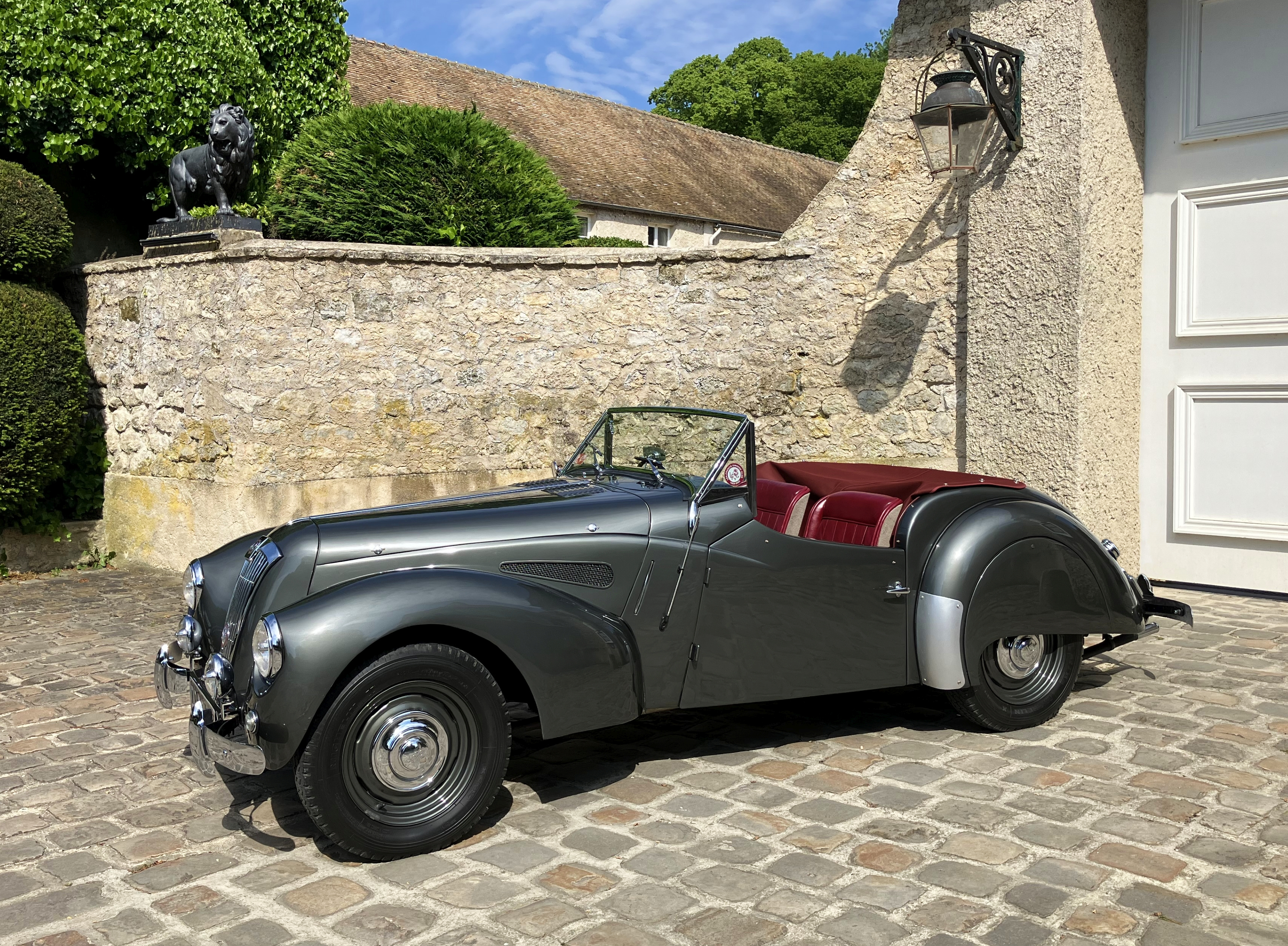
Lea-Francis 2½ Sports 1950 (moteur 2,5 litres).
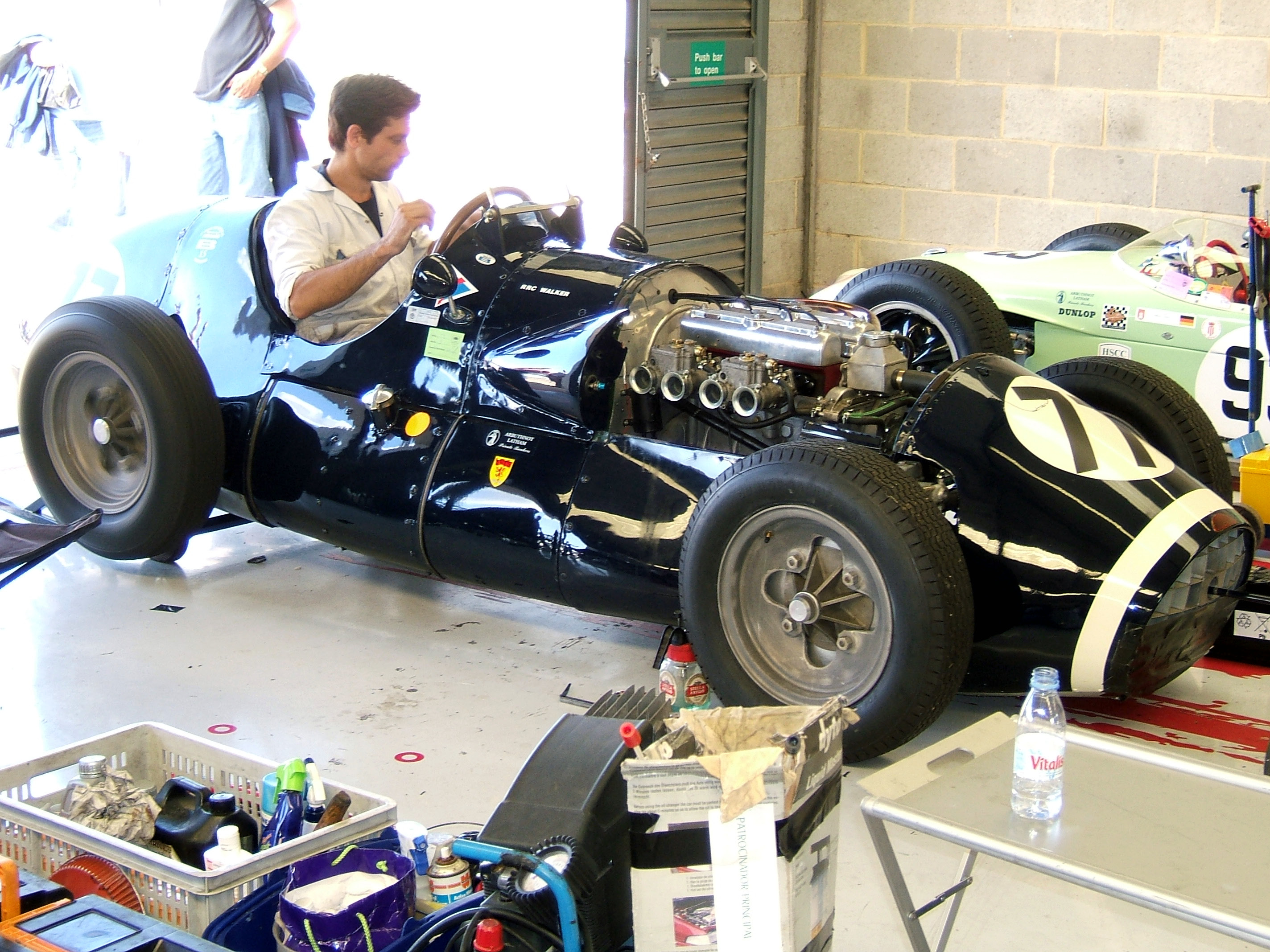
Connaught type A 1952 à moteur Lea-Francis 2 litres.
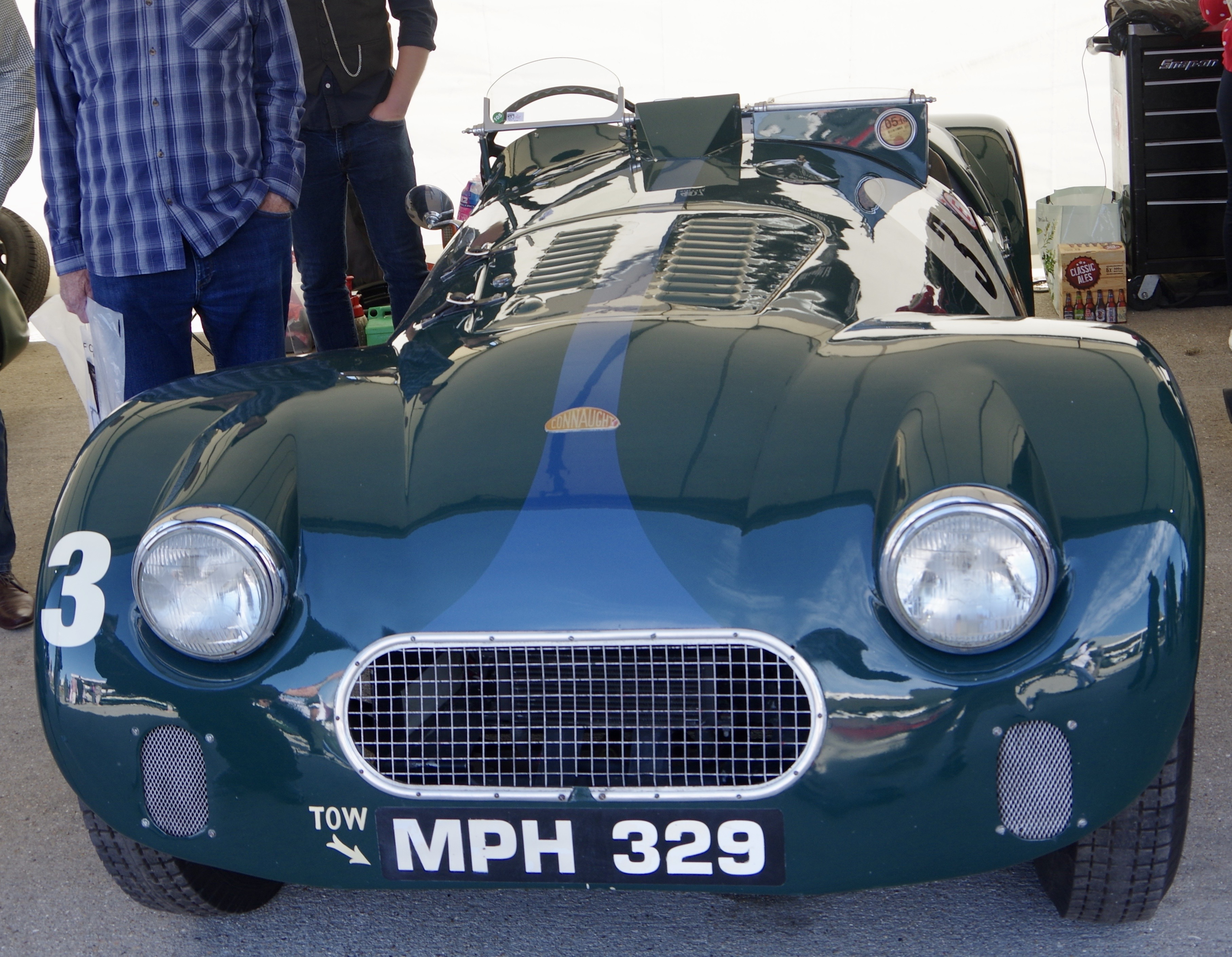
Connaught L2 1948 à moteur Lea-Francis 1,8 litre.
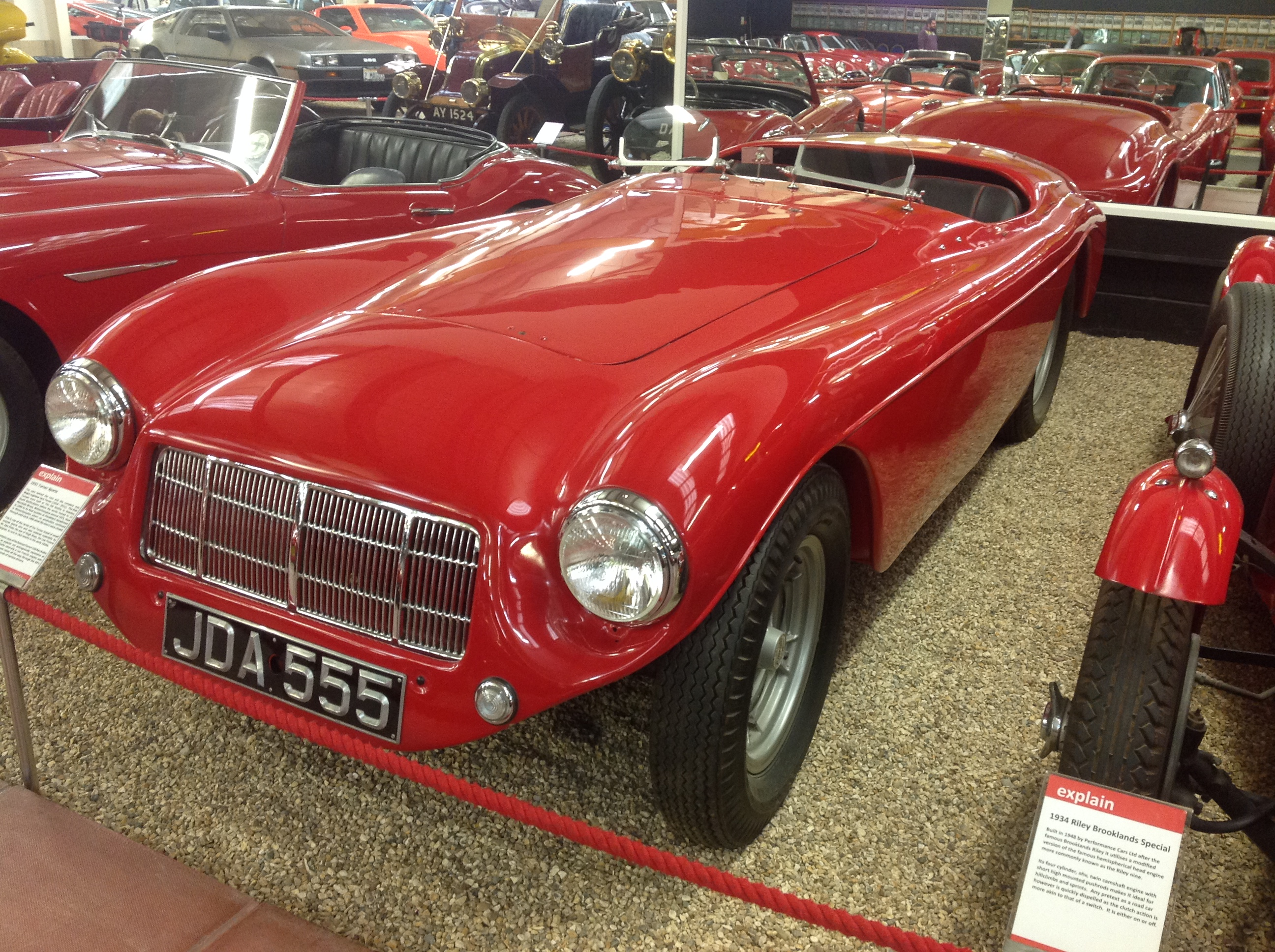
Turner 003 1951 à moteur Lea-Francis 1,5 litre.
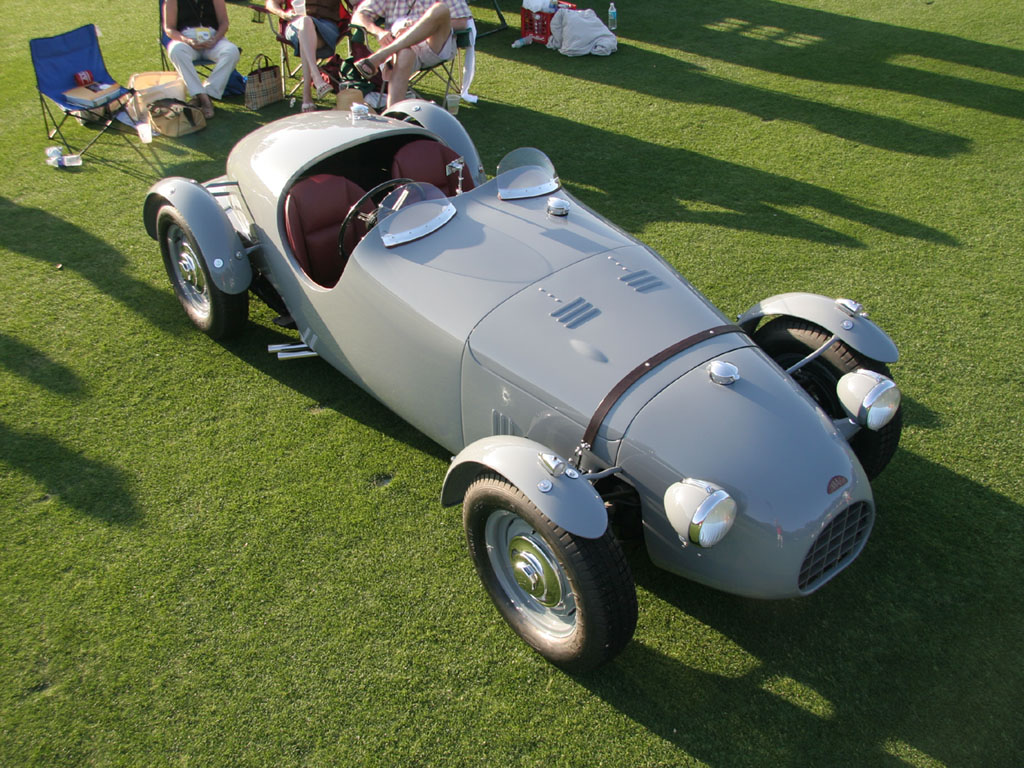
Connaught L3/SR 1951 à moteur Lea-Francis 1,8 litre.
Tojeiro 1954 à moteur Lea-Francis 1,8 litre.
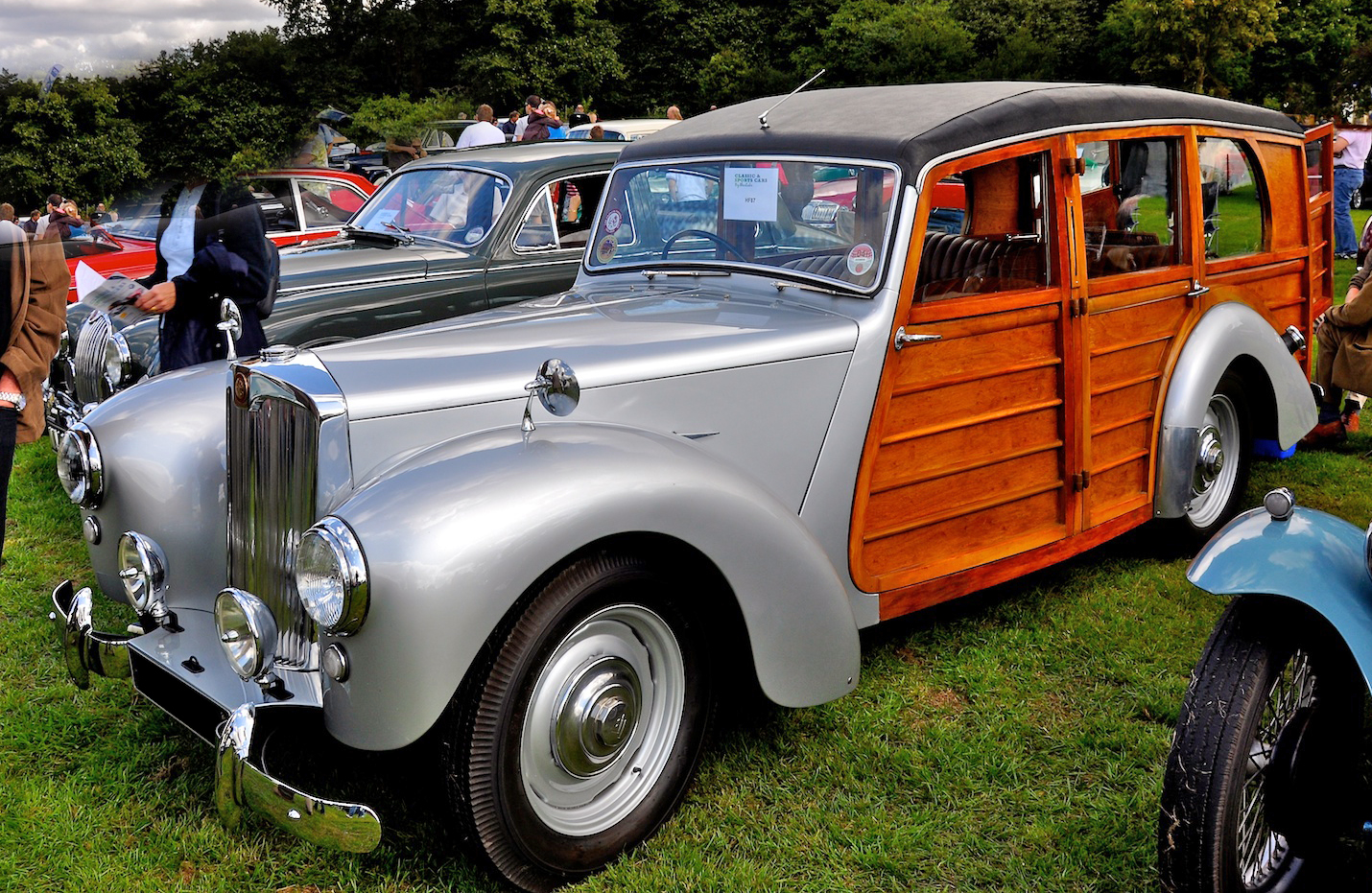
Lea-Francis 14hp Estate 1951 (moteur 1,8 litre).
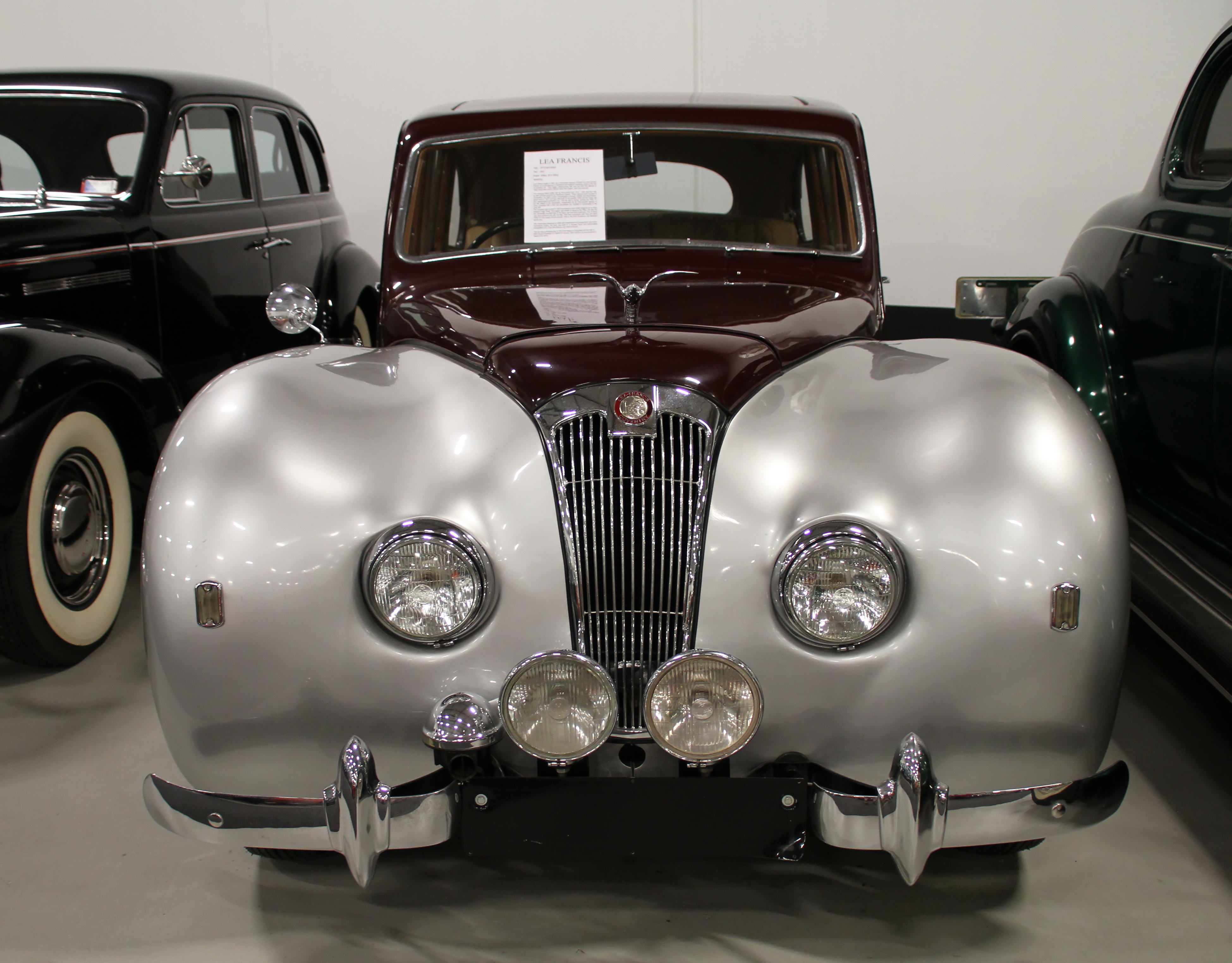
Lea-Francis berline 14/70 1950 (moteur 1,8 litre).

## Moteurs

### Lea-Francis 1.5 L4
Moteur utilisé sur les  Midget de compétition, de 1948 à 1951, sur Turner (en) sport 1952, Connaught AL/SR, Hopper H3.
- 4 cylindres en ligne
- cylindrée : 1.484 cm3 (75mm x 84mm)
- puissance : de 118 à 125 ch (en fonction du mélange utilisé)
- régime moteur : 6 200 tr/mn
- carburateurs Amal.

### Lea-Francis 1.8 L4
Moteur utilisé de 1946 à 1953 sur les berlines, breaks et roadsters Sports 14hp Lea-Francis, sur Connaught L2 et L3, sur Arnott (en) sport 1954, sur Tojeiro (en) 1954...
- 4 cylindres en ligne
- cylindrée : 1 767 cm3 (75mm x 100mm)
- puissance : 65 à 70 ch (berline 14hp), 77 à 87 ch (14hp Sports), 98 à 135 ch (Connaught)
- régime moteur : 5 500 tr/min
- carburateurs SU ou Amal.

### Lea-Francis 2.0 L4
Moteur utilisé sur Connaught A en 1952, 1953 et 1954, Turner F2 1953.
- 4 cylindres en ligne
- cylindrée : 1 960 cm3 (79mm x 100mm)
- puissance : 150 ch (1952-1953), 220 ch (1954)
- régime moteur : 6 000 tr/min
- carburateurs Amal ou injection Hilborn-Travers (Connaught), injection SU (Turner).

### Lea-Francis 2.5 L4
Moteur utilisé sur les modèles 2½ Sports et berline 18hp entre 1949 et 1954, sur Connaught L2, sur le prototype de l'AC Ace fabriqué par John Tojeiro (en)en 1953 ainsi que sur quelques autres voitures isolées (TVR, Frazer-Nash...)
- 4 cylindres en ligne
- cylindrée : 2 496 cm³ (85mm x 110mm)
- puissance : 90 à 95 ch (berline 18hp), 105 à 125 ch (2½ Sports, en fonction du taux de compression et des arbres à cames).
- régime moteur : 5 200 tr/min
- carburateurs SU.

## Renaissances de la marque

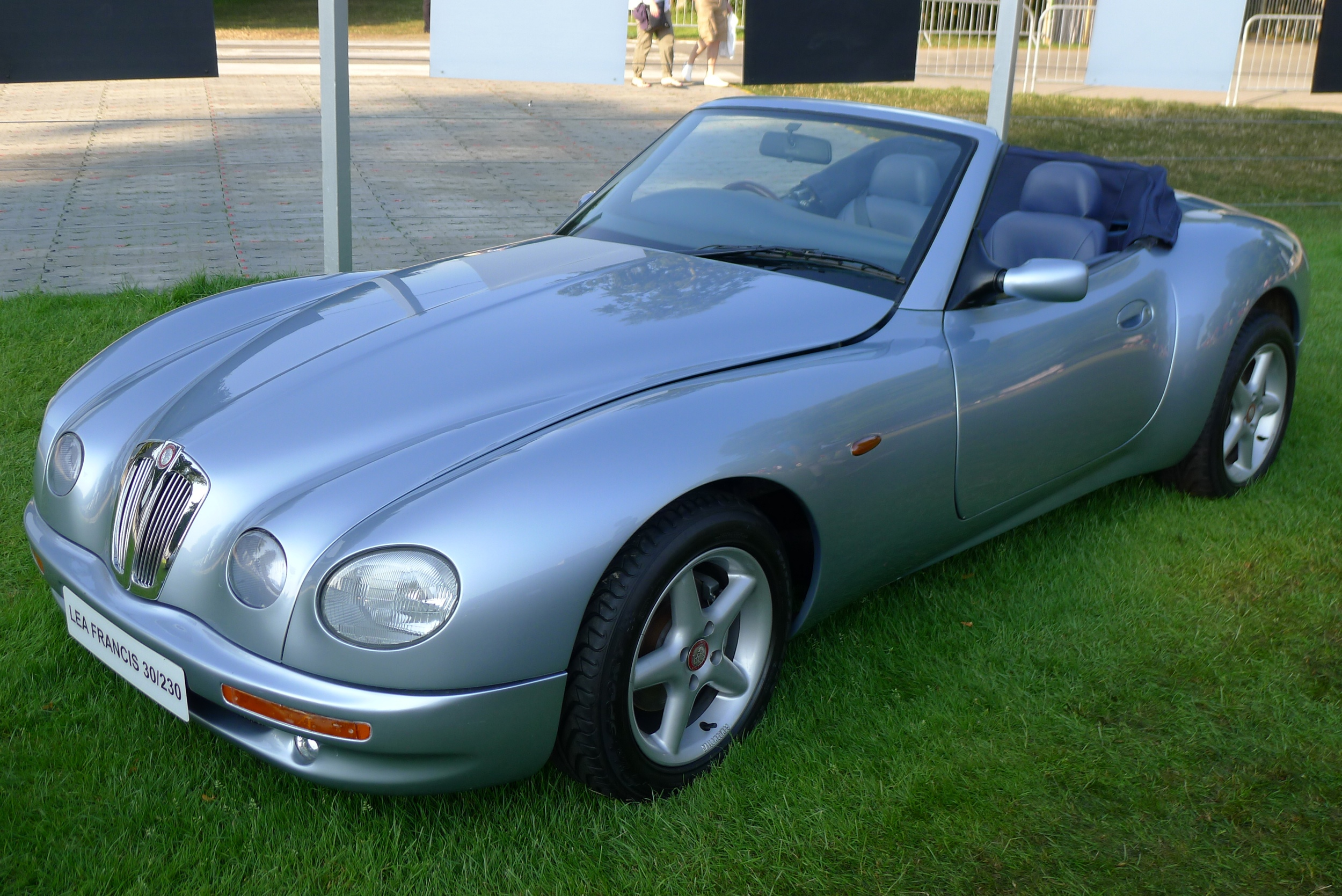
Lea-Francis 30/230 prototype 1998.

En 1962, l'entrepreneur Britannique Barrie Price, en souvenir de la voiture familiale de son enfance, achète les actifs de la division automobile ainsi que la marque Lea-Francis. Il développe une structure d'entretien et de restauration des anciens modèles, commercialise les pièces détachées et refabrique les pièces épuisées. De 1980 à 1992, il propose une interprétation moderne de la Lea-Francis de 1929 "Ace of Spades", animée par un moteur Jaguar 6 cylindres en ligne de 3.4 litres avec une carrosserie néo-rétro en aluminium. Proposée en cabriolet 2 places ou en coupé, 5 exemplaires sont vendus, un sixième est resté inachevé et vendu aux enchères en 2021.
En 1998, une autre tentative de renaissance de la marque est le cabriolet Lea-Francis 30/230. Conçu par Jim Randle, un ancien ingénieur de Jaguar, concepteur notamment de la XJ220, le véhicule intègre la suspension active par transfert de charge et un châssis en feuilles d'aluminium rivetées. Motorisé par un bloc V6 Vauxhall de 3 litres et 235 chevaux, ce cabriolet est resté au stade de prototype. Le dessin du châssis sera utilisé pour la Morgan Aero 8 de 2001.

## Lea-Francis Owners' Club
Le Lea-Francis Owners' Club, créé en avril 1953, regroupe aujourd'hui environ 350 membres, originaires de 21 pays et propriétaires de plus de 430 véhicules de la marque ; il édite un magazine bimensuel, le LeaFlet.